# Lockheed Martin
 Lockheed Martin (NYSE: LMT) es una compañía multinacional de origen estadounidense de la industria aeroespacial y militar con grandes recursos en tecnología avanzada y guerra global y con intereses en todo el mundo. Nacida de la fusión en marzo de 1995 de las compañías Lockheed Corporation y Martin Marietta, tiene su sede en Bethesda, Maryland, en el área metropolitana de Washington D. C. Lockheed Martin emplea a cientos de miles de personas en todo el mundo.

## Datos

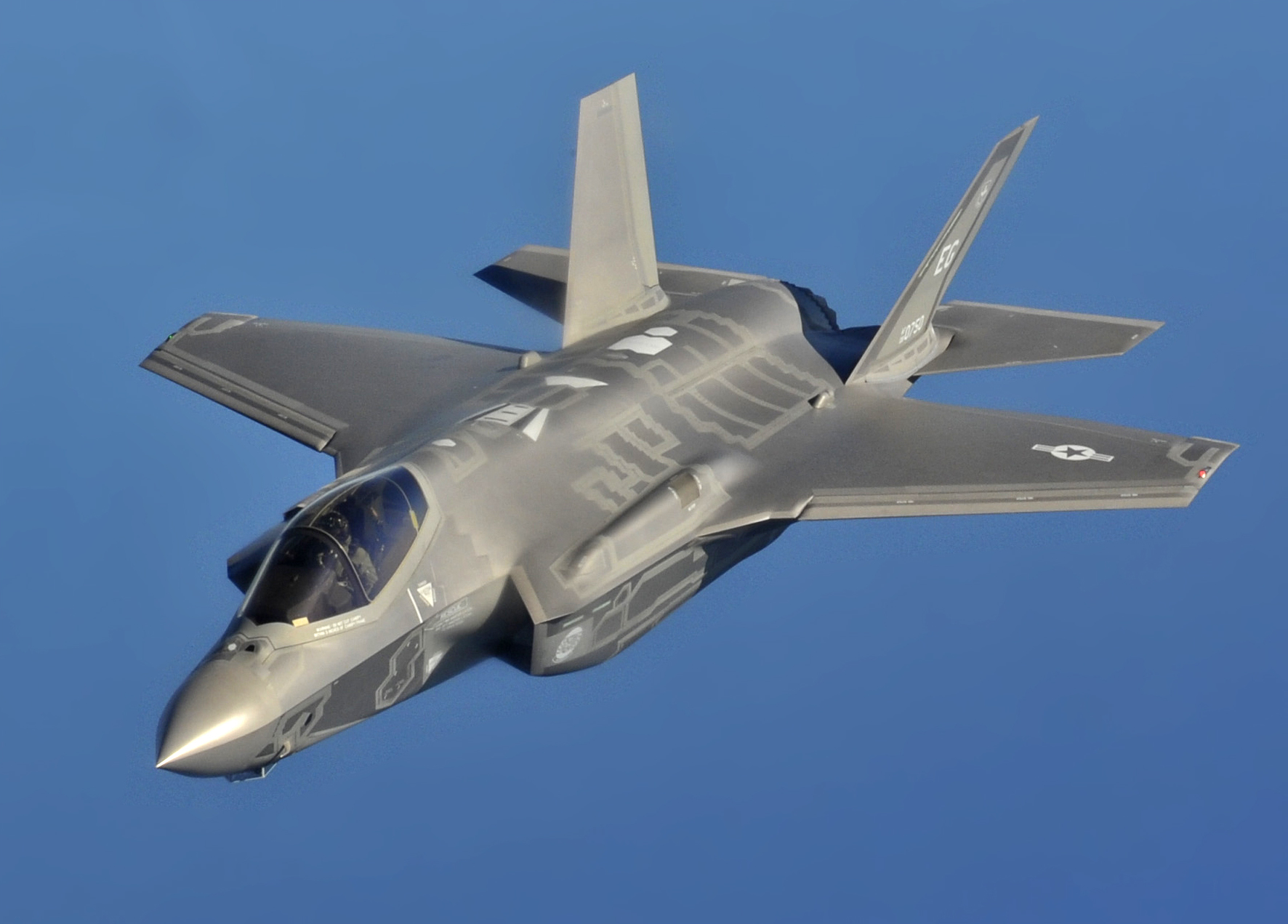
Un F-35 de la fuerza aérea Estadounidense.

Lockheed Martin es una empresa clave del complejo industrial-militar de Estados Unidos, siendo el mayor contratista militar del país y uno de los mayores del mundo por volumen de ingresos. En el año 2009, el 74 % de los ingresos de la compañía provenían de ventas de material militar.  En 2013, recibió contratos del gobierno de Estados Unidos por valor de 44 100 millones de dólares –el 97 % de sus ingresos de ese año–, lo que significa que Lockheed se adjudicó casi el 10 % de los fondos dados por el gobierno a sus contratistas privados en 2013 y más del doble de lo obtenido por el segundo mayor contratista, Boeing. La empresa se ha situado como el mayor contratista militar de Estados Unidos en todos los años de la última década y solo en el periodo 2008-2013 recibió contratos del gobierno por valor de 232 000 millones de dólares, la mayoría procedentes del Departamento de Defensa en sus distintas ramas: ejército, marina, fuerzas aéreas u operaciones especiales. También ha obtenido contratos para proyectos espaciales o de gobiernos extranjeros, por ejemplo, en 2009 obtuvo contratos fuera de Estados Unidos por valor de casi 6000 millones de dólares.
Lockheed Martin opera en cinco segmentos de negocio. Estos son, aeronáutica, sistemas de información, soluciones globales, misiles y control de incendios, sistemas de formación y sistemas espaciales. Lockheed y sus antecesoras son los desarrolladores y productores de algunos de los aviones y sistemas militares más célebres del Ejército de los Estados Unidos. En los últimos 25 años, ha desarrollado los cazas de combate de 5° generación F-22 y F-35.

## Aviones
Creados:
- F-22
- F-35
- Blackbird
- Lockheed L-1011 TriStar
- Lockheed AC-130
- F-16

Licencia de aeronaves (Lockheed Martin ha comprado varias empresas, por lo cual al comprar las empresas, se vuelve dueño de las aeronaves)